# Spáči
Spáči (v anglickém originále Sleepers) je americký kriminální film z roku 1996. Režisérem filmu je Barry Levinson. Hlavní role ve filmu ztvárnili Jason Patric, Brad Pitt, Billy Crudup, Ron Eldard a Minnie Driver. Snímek měl světovou premiéru na Mezinárodním filmovém festivalu v Benátkách dne 28. srpna 1996.

## Ocenění
John Williams byl za hudbu k tomuto filmu nominován na Oscara.

## Obsazení
| Jason Patric / Joseph Perrino  | Lorenzo/Shakes     |
| Brad Pitt / Brad Renfro        | Michael Sullivan   |
| Billy Crudup / Jonathan Tucker | Thomas Marcano     |
| Ron Eldard / Geoffrey Wigdor   | John Reilly        |
| Minnie Driver / Monica Polito  | Carol              |
| Robert De Niro                 | otec Bobby Carillo |
| Kevin Bacon                    | Sean Nokes         |
| Jeffrey Donovan                | Harry Addison      |
| Terry Kinney                   | Ralph Ferguson     |
| Vittorio Gassman               | král Benny         |
| Dustin Hoffman                 | Danny Snyder       |